# Javier Sanz
Javier Sanz (Madrid, 1965) és un escriptor espanyol, autor de guies turístiques diverses i de reportatges dins els mitjans de comunicació, i notablement de l'obra Resposta a la Lletra de Jesús al Papa (Respuesta a la Carta de Jesús al Papa), amb un epíleg de Fernando Sánchez Dragó, una recerca centrada dins el desenvolupament de les religions en Orient Mitjà a l'Antiguitat.

## Guies turístiques
- Iemen (Yemen) (Gaesa - 2000)
- Islàndia (Islandia) (Gaesa - 2005)

## Obres
- Resposta a la Lletra de Jesús al Papa (Respuesta a la Carta de Jesús al Papa) (Planeta - 2002)